# All We Know
«All We Know» —en español: «Todo lo que conocemos»— es una canción de la banda de estadounidense Paramore. Fue lanzado como tercer sencillo de su álbum debut All We Know Is Falling el 26 de diciembre de 2006 en el Reino Unido, y 26 de febrero de 2007 en los Estados Unidos. Fue escrita por Hayley Williams, y se trata de la salida del bajista de la banda, Jeremy Davis.

## Antecedentes
La canción está basada en la salida del bajista Jeremy Davis, la que dejó un vacío en el resto de los integrantes, pero posteriormente decidió regresar, y por la separación de los padres de la vocalista principal de la banda, Hayley Williams, como la mayoría del álbum.

Mi canción favorita del primer álbum de Paramore. Creo que merece más elogios que «Pressure» o «Emergency». Estoy tan contenta de que iTunes hiciera esto, es imprescindible para cualquier fan de Paramore duro morir. Es increíble, porque demuestra Paramore cuando empezaron a salir.
Hayley Williams

## Vídeo musical
El vídeo consiste en un conjunto de actuaciones en vivo y escenas tras bambalinas.